# FreeBSD
FreeBSD е свободна компютърна операционна система с отворен код, базирана на AT&T версията на UNIX, BSD (Berkeley Software Distribution), 386BSD и 4.4BSD.
FreeBSD се разработва като цялостна операционна система. Това означава, че ядрото и базовите потребителски инструменти (например обвивката) се разработват от една общност. Това е една от основните разлики с GNU/Linux системите, където ядрото и всеки един инструмент се разработват отделно и накрая се пакетират заедно, като продуктът се нарича дистрибуция.
FreeBSD е считана за стабилна и надеждна операционна система и се използва като сървърно решение в различни среди, система за работни станции и крайни потребители.

## Архитектури
FreeBSD работи на следните микропроцесорни архитектури:
- Intel x86
- PC-съвместими платформи (включително Xbox)
- DEC Alpha
- Sun
- UltraSPARC
- IA-64
- AMD64
- PowerPC
- NEC PC-98
- ARM
- MIPS

## История и разработка
Разработката на FreeBSD започва през 1993 година, като системата е пряко базирана на 386BSD. Първата официална версия излиза в края на годината. След това обаче поради проблеми с легализацията и правата върху кода в 386BSD екипът решава да пренапише много от компонентите и да базира други на 4.4BSD-Lite, след което през 1995 се появява втората версия. По принцип всяка „голяма“ версия носи много промени и нови възможности. Най-забележими са те във версия 2, където за първи път се появява порт системата и система за управление на виртуална памет, и във версия 3, където се преминава към ELF формат на бинарните файлове, първи стъпки в разработката на SMP и се добавя поддръжка за 64-битови платформи. Въпреки многото критики, че всички тези нововъведения са намалили бързината и гъвкавостта на системата, това се оказва решаваща и необходима стъпка в процеса на разработка, за да може всичко да се оптимизира и подобри в клона 4.X, който се използва масово, дори години след издаването.
На 20 януари 2013 г. излиза версия 10.0. Clang става основен компилатор за сметка на GCC. А Raspberry Pi вече се поддържа официално.